# Luksemburg
Luksemburg, Wielkie Księstwo Luksemburga (luks. Lëtzebuerg, Groussherzogtum Lëtzebuerg; fr. Luxembourg, Grand-Duché de Luxembourg; niem. Luxemburg, Großherzogtum Luxemburg) – państwo położone w Europie Zachodniej. Jest demokratyczną monarchią konstytucyjną rządzoną przez wielkiego księcia i premiera. Graniczy z Francją od południa, Niemcami od wschodu oraz Belgią od zachodu i północy. Państwo członkowskie Unii Europejskiej oraz NATO.

## Geografia
Luksemburg to kraj o powierzchni 2586,40 km².
- całkowita długość granicy lądowej: 359 km
- długość wybrzeża: 0 km
- długość granic z sąsiadującymi państwami: Belgia 148 km, Francja 73 km, Niemcy 138 km
- najwyższy punkt: Kneiff 560 m n.p.m.
- najniższy punkt: rzeka Mozela 133 m n.p.m.

## Historia

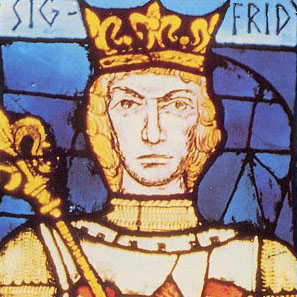
Zygfryd I, pierwszy hrabia Luksemburga

Historia Luksemburga sięga X w. Kolejni jego władcy, zaczynając od niewielkiego skrawka ziemi wokół skały luksemburskiej, stopniowo poszerzali granice hrabstwa, położonego na zachodnich peryferiach Niemiec. Sukces osiągnął Henryk VII Luksemburski, który na początku XIV w. został królem niemieckim i cesarzem rzymskim. Dzięki temu jego następcy sięgnęli po trony Czech i Węgier, stopniowo jednak zaniedbali niewielkie hrabstwo, z którego się wywodzili. Było ono zastawiane, a po wygaśnięciu rodu Luksemburgów przechodziło z rąk do rąk.
Z końcem XV wieku znalazł się w rękach Habsburgów, najpierw hiszpańskich, a w XVIII w. austriackich. W 1639 w tzw. I rozbiorze Luksemburga południowe fragmenty księstwa z miastem Thionville zajęła Francja. Całe księstwo zostało włączone do Francji przez Napoleona. Według ustaleń kongresu wiedeńskiego w 1815 Wielkie Księstwo Luksemburga uzyskało niezależność, jednakże w okrojonym kształcie po zajęciu ziem północno-wschodnich przez Prusy (II rozbiór), i zostało związane unią personalną ze Zjednoczonym Królestwem Niderlandów. Mimo niepodległości stacjonowały w nim garnizony pruskie. W 1839 w efekcie ustaleń konferencji londyńskiej utraciło znaczną (zamieszkaną głównie przez Walonów) część terytorium na rzecz nowo utworzonej Belgii (III rozbiór). Od 1842 w unii celnej ze Związkiem Niemieckim, po I wojnie światowej z Belgią. Kraj zyskał pełną niepodległość w 1867, w 1890 zerwano unię personalną z Holandią.
Na początku I wojny światowej okupowany przez Cesarstwo Niemieckie. Traktat wersalski (art. 40) i traktat w Saint-Germain-en-Laye (art. 84) zniosły wieczystą neutralność Luksemburga.
Zajęty przez III Rzeszę w 1940, stał się częścią tzw. „Wielkich Niemiec”. Działał tu prężny ruch oporu. Jego dziełem była m.in. fala masowych strajków przeciwko poborowi Luksemburczyków do wojska niemieckiego. Wyzwolony przez siły alianckie we wrześniu 1944.
Po wojnie najpierw w unii celnej (1944) Benelux (razem z Belgią i Holandią), potem od 25 marca 1957 w Europejskiej Wspólnocie Gospodarczej jako członek założyciel. Obecnie jedno z najbogatszych państw kontynentu, skutecznie przyciągające kapitał zagraniczny (siedziby ponad 160 banków) i imigrantów z innych krajów.

## Demografia

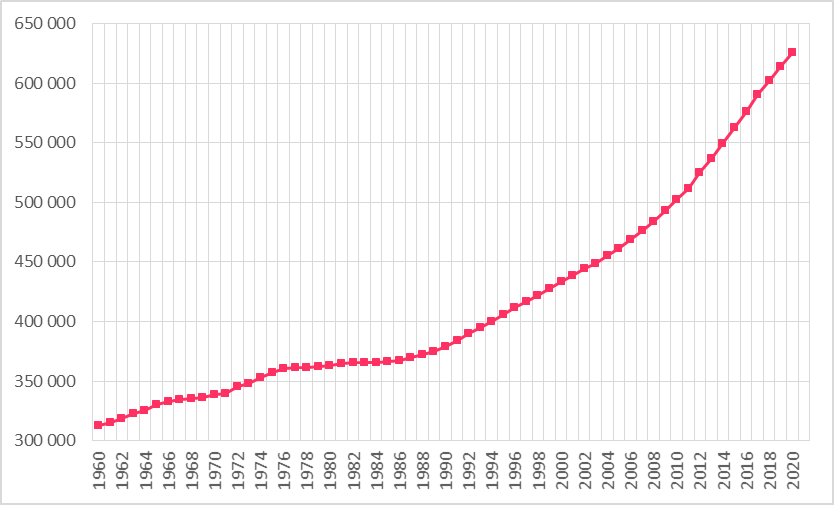
Liczba ludności Luksemburga w okresie 1961–2020

Według danych Luksemburskiego Urzędu Statystycznego w 2018 r. 52,1% ludności stanowili Luksemburczycy (dla porównania według spisu z 2000 roku odsetek ludności autochtonicznej wynosił 63,1%), 16% Portugalczycy, 7,6% Francuzi, 3,6% Włosi, 3,4% Belgowie, 2,2% Niemcy, 6,1% mieszkańcy pozostałych krajów Unii Europejskiej i 7,3% pozostali. Bardzo szybki wzrost liczby ludności w ciągu ostatniego ćwierćwiecza (382 tys. – 1990, 439,5 tys. – 2001, 537,0 tys. – 2013), spowodowany dużą imigracją (w 1991 r. imigranci stanowili 26,4%, od tego czasu ich liczba wzrosła o ponad połowę). Średnia gęstość zaludnienia to 233 mieszkańców na km² (2018). W miastach mieszka 86% ludności (2000). Główne miasta (poza stolicą): Esch-sur-Alzette, Differdange. W usługach pracuje ok. 67% ludności zawodowo czynnej, w przemyśle i budownictwie – 29%, pozostała część – w rolnictwie. Poziom bezrobocia wynosi 6,1% (2013).

## Gospodarka

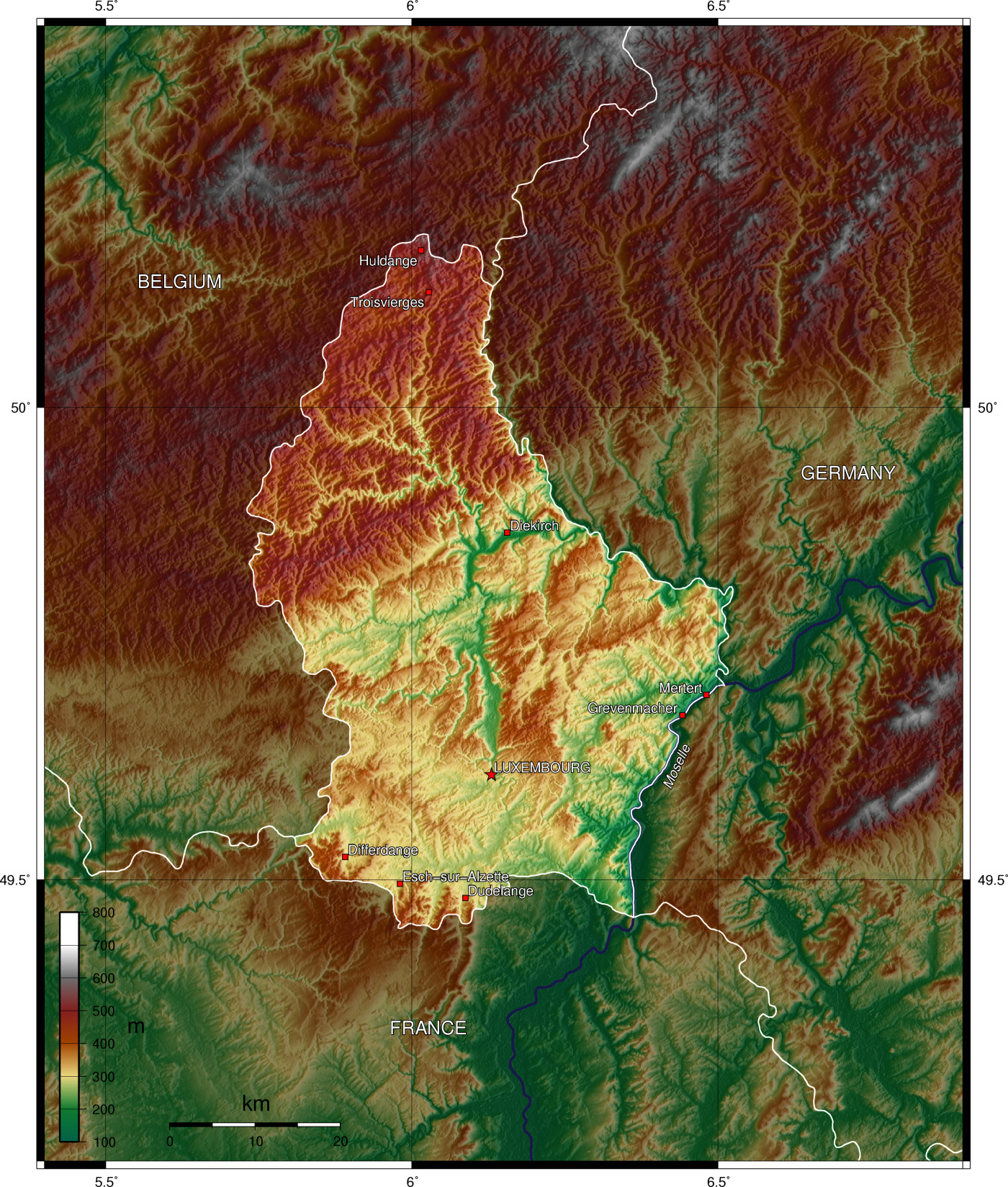
Mapa topograficzna Luksemburga

Kraj bardzo wysoko rozwinięty o dominującej roli usług (70% produktu krajowego brutto), zwłaszcza sektora finansowego w gospodarce. Rozwój gospodarczy w integracji z Belgią (od 1921), krajami Beneluksu (1960), EWG (1958). Produkt krajowy brutto na 1 mieszkańca wynosi 112 472 dolarów amerykańskich (2013). Luksemburg jest jednym z głównych ośrodków finansowych świata. Siedziba 166 banków, w tym Europejskiego Banku Inwestycyjnego Unii Europejskiej. Podatki stanowią 37% PKB Luksemburga. Luksemburg ma drugie, najwyższe na świecie po Liechtensteinie PKB per capita. Codziennie do pracy w Luksemburgu przyjeżdża około 157 tys. ludzi z Francji, Belgii i Niemiec.

### Przemysł
Rozwinięte hutnictwo żelaza (importowane rudy żelaza i złom), głównie w Esch-sur-Alzette i Differdange. Największa na świecie produkcja stali na 1 mieszkańca – 8,7 t (1991). Przemysł metalowy, maszynowy, chemiczny (tworzyw sztucznych, gumowych), spożywczy (głównie piwowarski), skórzany, cementowy. Około 60% energii elektrycznej dostarczają hydroelektrownie. Produkcja energii elektrycznej na 1 mieszkańca 3,6 tys. kWh (1990).

### Rolnictwo
Podstawą intensywnego rolnictwa jest uprawa zbóż (pszenica, jęczmień), ziemniaków, buraków cukrowych i winorośli w dolinie rzeki Mozeli. Hodowla bydła, trzody chlewnej i drobiu. Produkcja żywności nie pokrywa zapotrzebowania krajowego.

### Emisja gazów cieplarnianych
Emisja równoważnika dwutlenku węgla z Luksemburga wyniosła w 1990 roku 12,647 Mt, z czego aż 11,75 Mt stanowił dwutlenek węgla. Udział innych gazów cieplarnianych jest stosunkowo mały, a wśród nich najwyższe są emisje metanu, podczas gdy emisje gazów fluorowanych i podtlenku azotu są marginalne. W przeliczeniu na mieszkańca emisja wyniosła wówczas 30,777 t dwutlenku węgla, a w przeliczeniu na 1000 dolarów PKB 534 kg. Głównym źródłem emisji był wówczas przemysł inny niż energetyka, ale z czasem na pierwsze miejsce wysunął się transport. Od tego czasu emisje dwutlenku węgla wahają się. Maksymalne wartości notowano na początku lat 90. ok. 2005, a minimalne w 1998. W 2018 emisja dwutlenku węgla pochodzenia kopalnego wyniosła 9,954 Mt, a w przeliczeniu na mieszkańca 16,862 t i w przeliczeniu na 1000 dolarów PKB 175 kg.

### Turystyka
Duże znaczenie ma turystyka. Luksemburg w 1991 odwiedziło ok. 860 tys. turystów zagranicznych. W 2015 roku kraj ten odwiedziło 1,090 mln turystów (4,9% więcej niż w roku poprzednim), generując dla niego przychody na poziomie 4,161 mld dolarów. Główne ośrodki turystyczne: miasto Luksemburg, Vianden oraz dolina rzeki Mozeli i Ardeny.

## Transport

### Bezpłatny transport publiczny
W marcu 2020 roku Luksemburg stał się pierwszym państwem na świecie, które wprowadziło całkowicie bezpłatny transport publiczny na terenie kraju (Estonia wcześniej wprowadziła bezpłatne tylko autobusy).

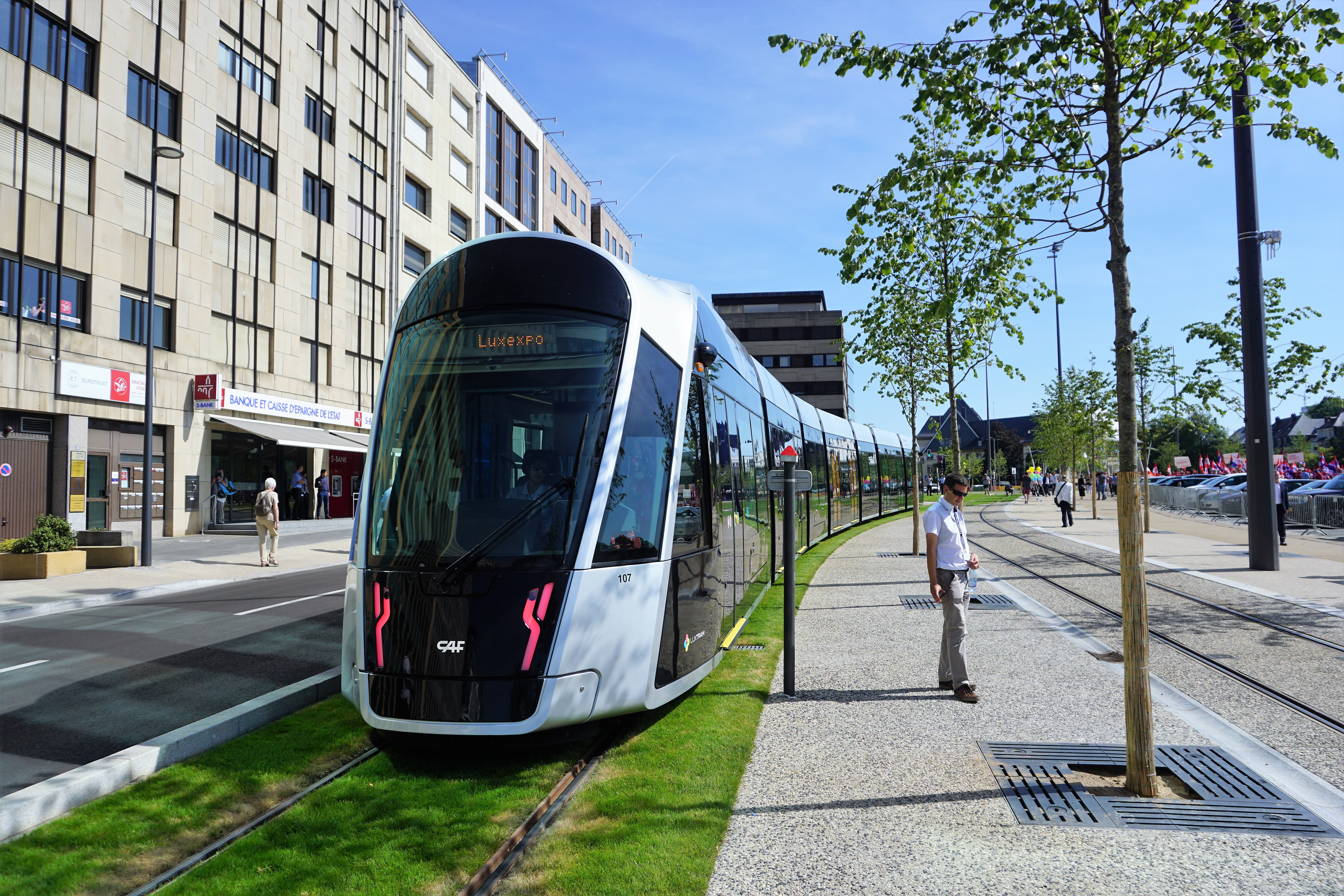
Tramwaje w Luksemburgu

### Transport kolejowy
Pierwsza spółka kolejowa w Luksemburgu została powołana w styczniu 1857 roku. Pierwszy odcinek został oddany do użytku 11 sierpnia 1859 roku. Ostatnia linia kolejowa została wybudowana w 1950 roku. Początkowo linie obsługiwały firmy prywatne oraz operatorzy z krajów ościennych. Przewoźnik państwowy Société Nationale des Chemins de Fer Luxembourgeois (CFL) został powołany 14 maja 1946.
W 2009 roku na terenie Luksemburga znajdowało się 271 km linii kolejowych, z czego 201 zelektryfikowanych w systemie 25 kV/50 Hz i 19 prądem stałym 3 kV. W szczytowym momencie w 1952 na terenie państwa znajdowało się 554 km linii, wyłącznie niezelektryfikowanych. Elektryfikacja odbyła się w latach 1954–1981.

## Siły zbrojne
Od 1967 roku armia luksemburska jest ochotnicza. Składa się tylko z wojsk lądowych. W jej skład wchodzi 450 (rok 2011) zawodowych żołnierzy, około 340 rekrutów i 100 pracowników cywilnych.

## Religia

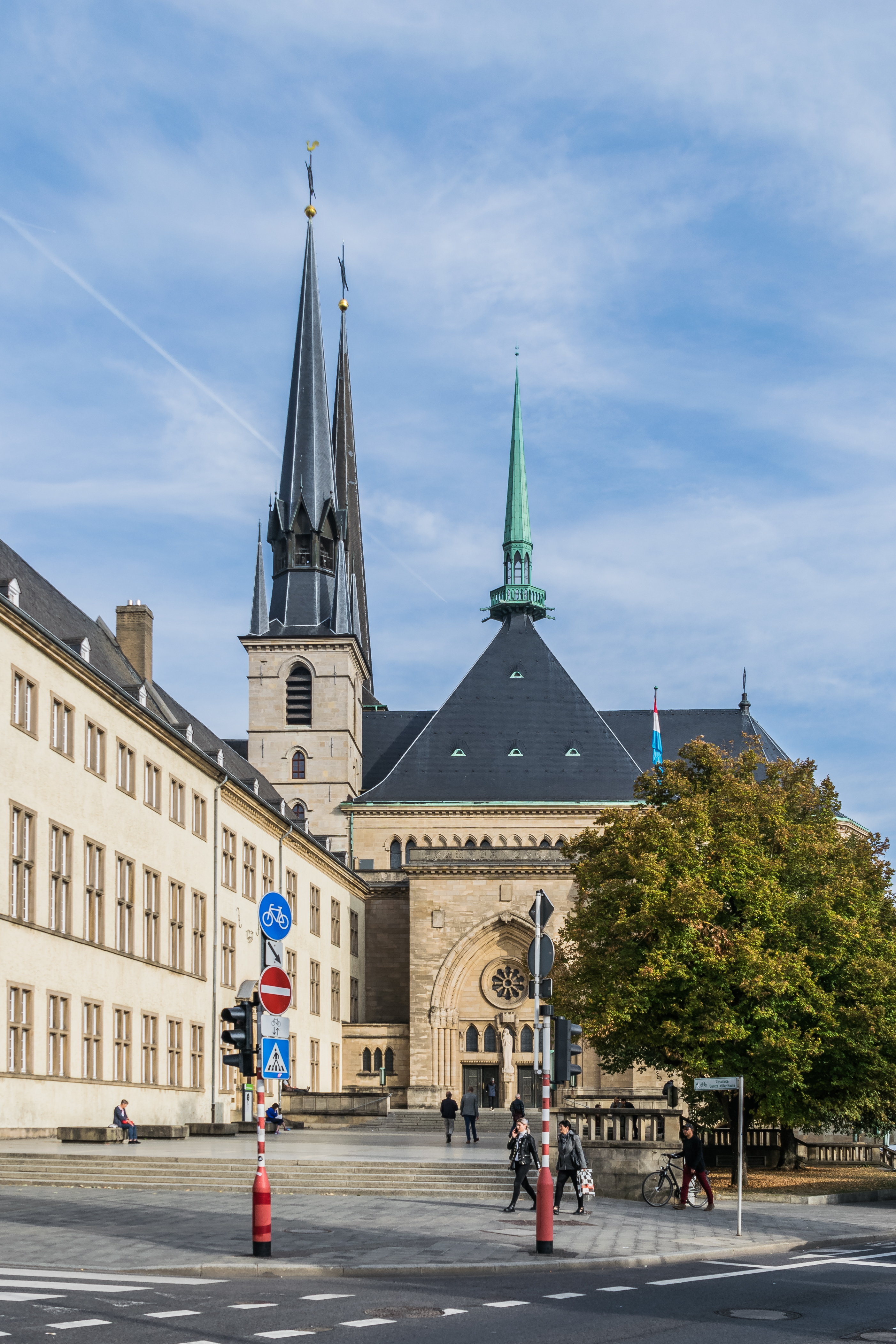
Katedra Notre Dame w Luksemburgu – katedra rzymskokatolickiej archidiecezji luksemburskiej oraz miejsce spoczynku władców Luksemburga

Większość mieszkańców Luksemburga to chrześcijanie. Brakuje natomiast rzetelnych danych na temat przynależności religijnej. Luksemburg jest państwem laickim, a od 1979 roku rząd, jak i państwowe ośrodki badawcze i statystyczne nie zbierają i nie publikują danych na temat stanu religii w państwie. W 2002 roku Kościół rzymskokatolicki ocenił, że około 380 tys. było ochrzczonych w tym Kościele, co stanowiło ok. 86% populacji. Wyznawców różnych odłamów protestantyzmu jest 5 – 15 tys. (1 – 3,2%). Mniejszościowym wyznaniem w Luksemburgu są także prawosławie, judaizm, islam. Większość Luksemburczyków jest słabej religijności. Udział w praktykach religijnych waha się w granicach 10 – 15%. Według przeprowadzonego sondażu Eurobarometr na zlecenie Komisji Europejskiej w 2005 roku 44% badanych przyznało się do wiary w Boga, 28% określiło się jako osoby, które wierzą w nieokreśloną siłę wyższą, 22% zdeklarowało ateizm, agnostycyzm lub brak wyznania, a 6% odmówiło deklaracji religijnej.
Podział wyznaniowy:
- Chrześcijanie – 80,1% w tym:
  - Katolicyzm – 91,3%
  - Protestantyzm – 5,7%
  - Prawosławie – 1,5%
  - Anglikanizm – 0,6%
  - Pozostali – 1,0%
- Bezwyznaniowi – 17,2%
- Islam – 2,0%
- Inni – 0,7%

## Języki
W Luksemburgu w użyciu są trzy języki. Język luksemburski (dawniej uważany za jeden z dialektów języka niemieckiego) jest językiem, którego większość Luksemburczyków uczy się od wczesnego dzieciństwa w domu. W szkołach podstawowych naucza się przede wszystkim po francusku i niemiecku. Rozpoczynając szkołę średnią uczniowie powinni już znać luksemburski,  francuski i niemiecki. W szkołach średnich uczy się zaś po francusku i niemiecku, wprowadzany jest także język angielski. Luksemburczycy znają luksemburski i niemiecki na poziomie języka ojczystego, większość zna także język francuski. Gazety drukują artykuły przede wszystkim po niemiecku, czasem jednak także po francusku i luksembursku. Luksemburskie kanały telewizyjne nadają prawie wyłącznie po luksembursku, chociaż dostępne są także kanały zagraniczne po francusku i niemiecku. Według licznych badań, 75% Luksemburczyków mówi na co dzień po luksembursku, również młodzież pisze do siebie wiadomości tekstowe w tym języku, odbywają się w nim także obrady parlamentu, chociaż wszystkie ustawy spisywane są po francusku. Do uzyskania obywatelstwa niezbędne jest zdanie egzaminu państwowego z języka luksemburskiego. Dodatkowo 13% mieszkańców (głównie imigrantów portugalskich) zna język portugalski, powszechna jest też znajomość języka angielskiego. Język luksemburski został ustandaryzowany dopiero w latach siedemdziesiątych i od tamtej pory przeżywa renesans, także wśród młodego pokolenia, gdyż wcześniej był przede wszystkim mówionym dialektem języka niemieckiego, używanym tylko w sferze prywatnej.

## Kultura
Guy Rewenig jest autorem pierwszej powieści po luksembursku; jest on uważany obok Rogera Manderscheida za prekursora pisania prozy artystycznej w tym języku.
W Luksemburgu działa Radio Luxembourg.

## Polityka

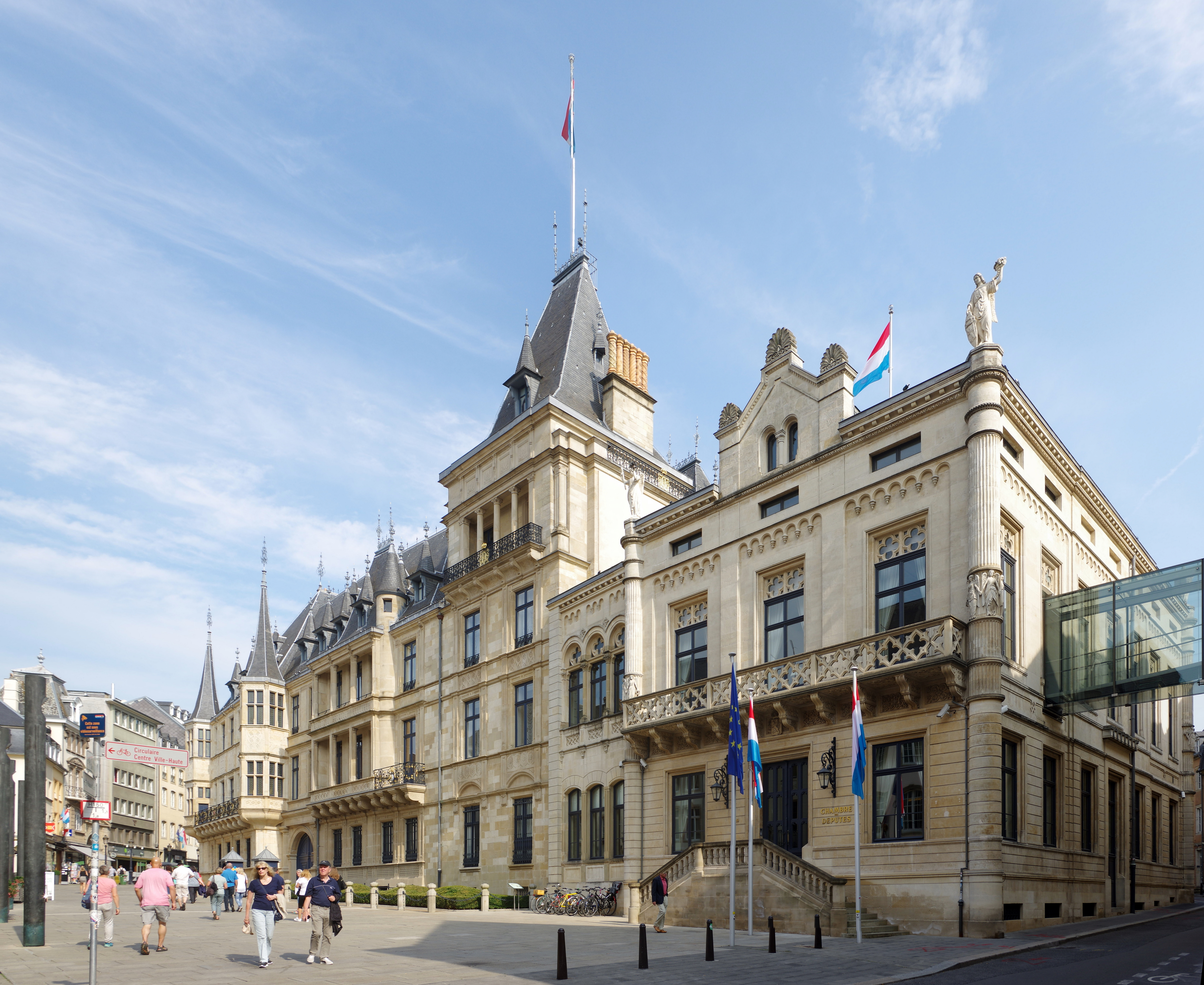
Pałac Wielkich Książąt w Luksemburgu

Według konstytucji uchwalonej w 1868 (zmiany 1919, 1948, 1956) dziedziczna monarchia konstytucyjna (wielkie księstwo). Głową państwa jest wielki książę, który powołuje rząd z premierem na czele, odpowiedzialny przed jednoizbowym parlamentem. 
Władza ustawodawcza należy do wielkiego księcia i Izby Deputowanych (60 członków o kadencji 5-letniej), wybieranej w 4 okręgach w głosowaniu powszechnym i proporcjonalnym. Organem doradczym wielkiego księcia jest powoływana przez niego (dożywotnio) Rada Stanu (21 członków). 
Luksemburg należy do Beneluksu.

## Podział administracyjny

Podział administracyjny Luksemburga

Luksemburg do 3 października 2015 r. podzielony był na trzy dystrykty (district, Distrikt). Obecnie dzieli się na dwanaście kantonów (canton, kanton), w skład których wchodzą 102 gminy (gemeng, commune, Gemeinde).
1. W skład byłego dystryktu Diekirch (Dikrech) wchodziły następujące kantony:
- Clervaux (Klierf; Clerf)
- Diekirch (Dikrech)
- Redange (Réiden; Redingen)
- Vianden (Veianen)
- Wiltz (Wolz)

2. W skład byłego dystryktu Grevenmacher (Gréiwemaacher) wchodziły następujące kantony:
- Echternach (Iechternach)
- Grevenmacher (Gréiwemaacher)
- Remich (Réimech)

3. W skład byłego dystryktu Luksemburg (Lëtzebuerg; Luxembourg; Luxemburg) wchodziły następujące kantony:
- Capellen
- Esch-sur-Alzette (Esch-Uelzecht; Esch an der Alzette)
- Luksemburg (Lëtzebuerg; Luxembourg; Luxemburg)
- Mersch (Miersch)

## Galeria

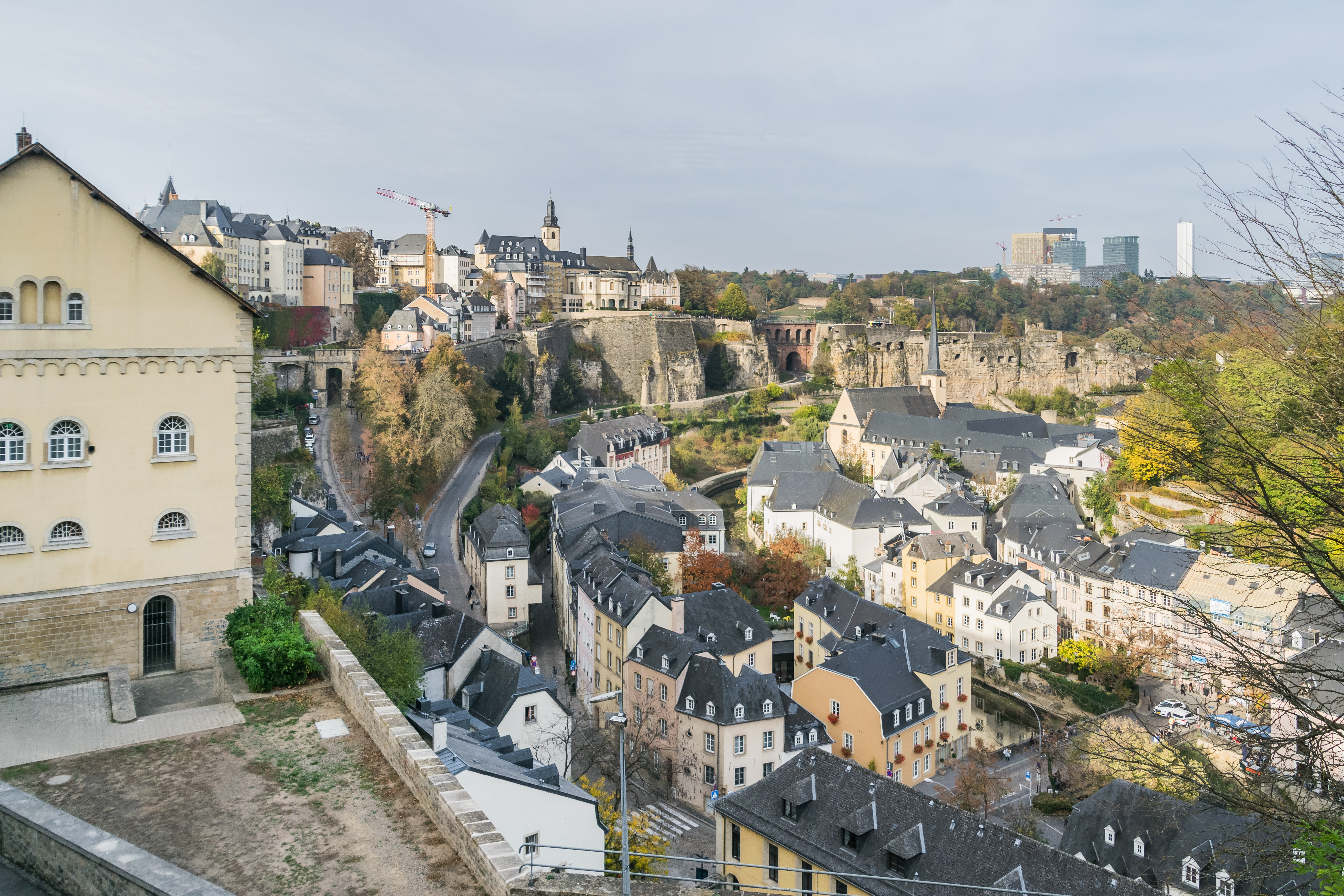
Luksemburg
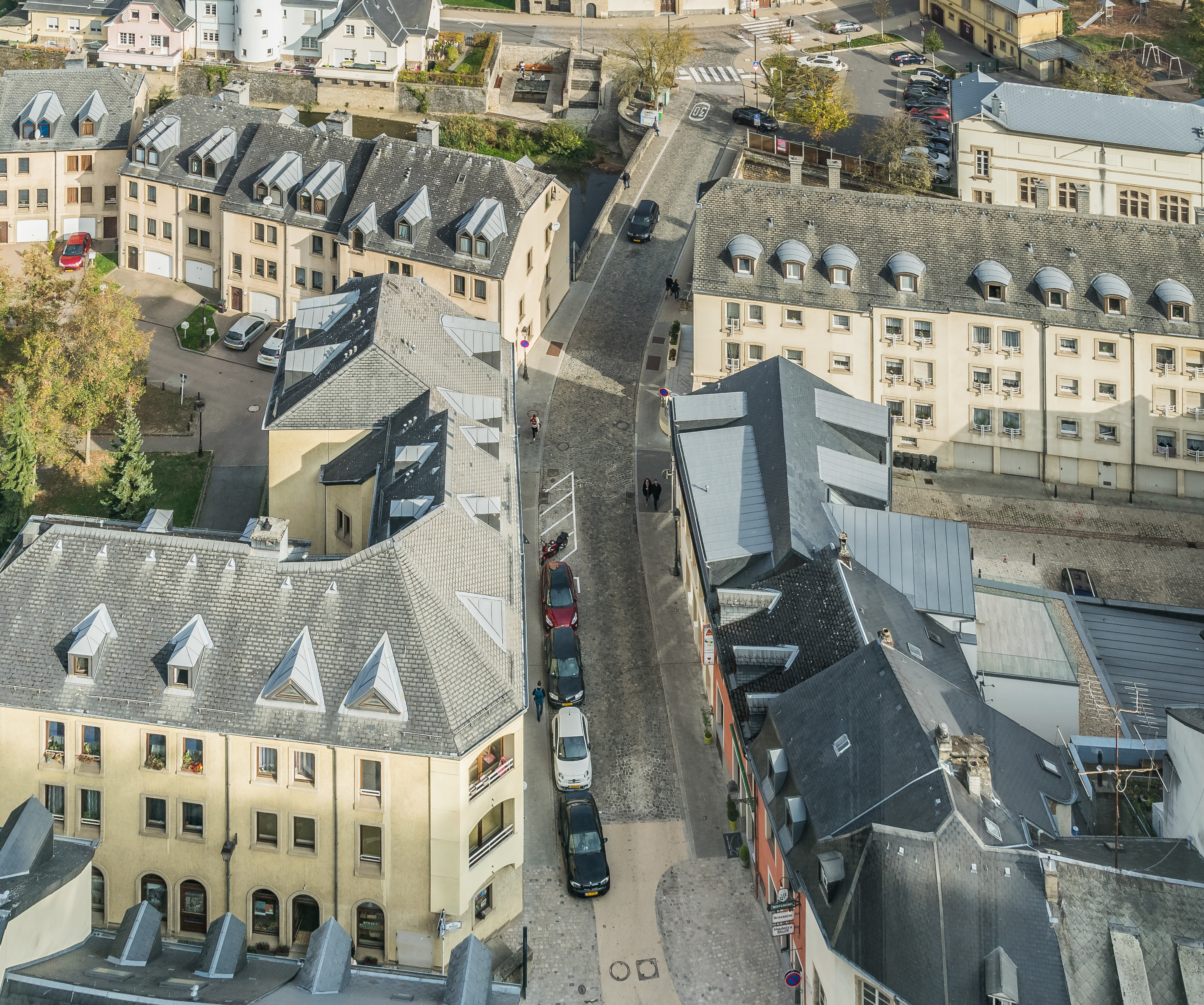
Luksemburg, Rue du Pont
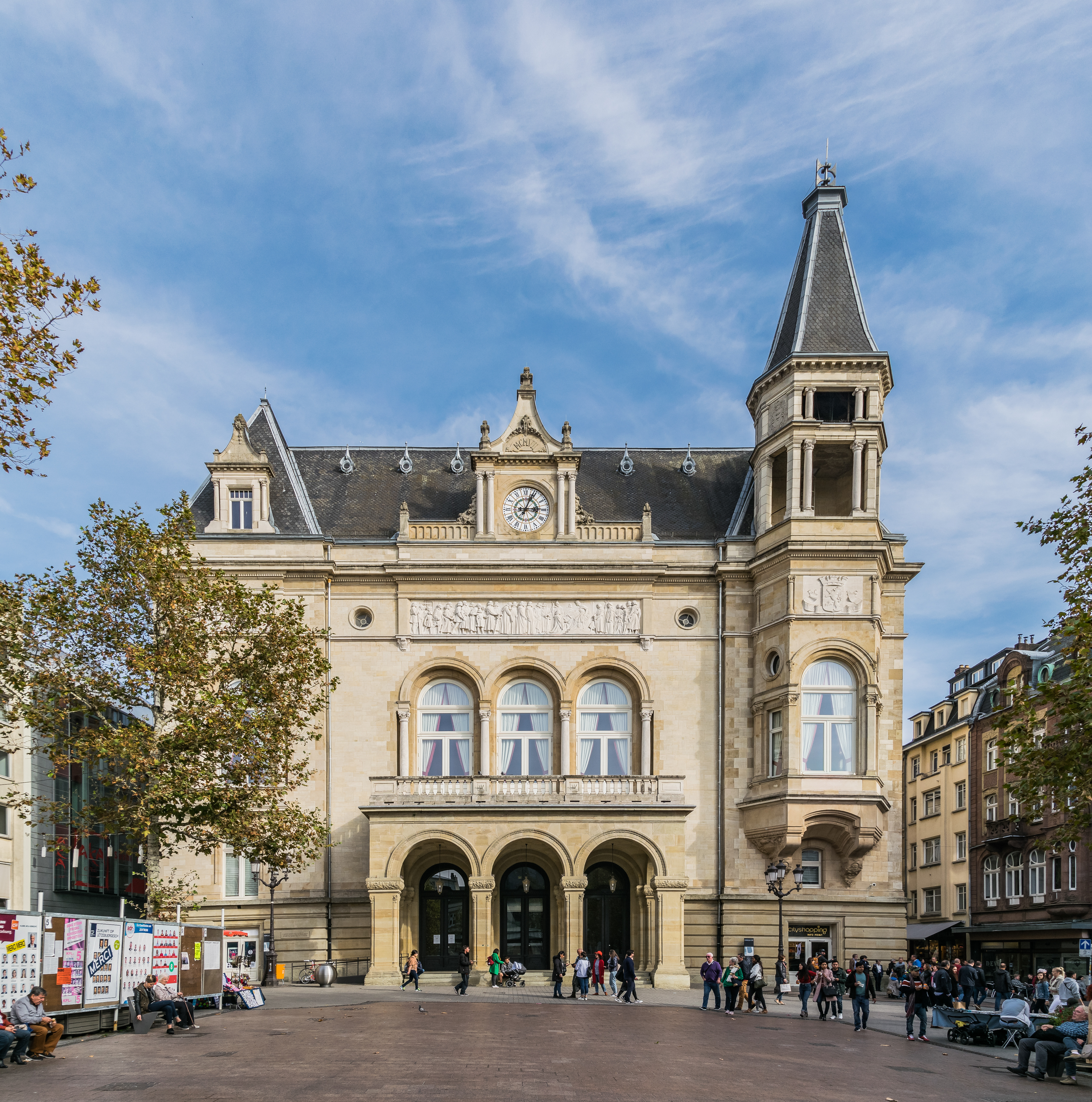
Luksemburg
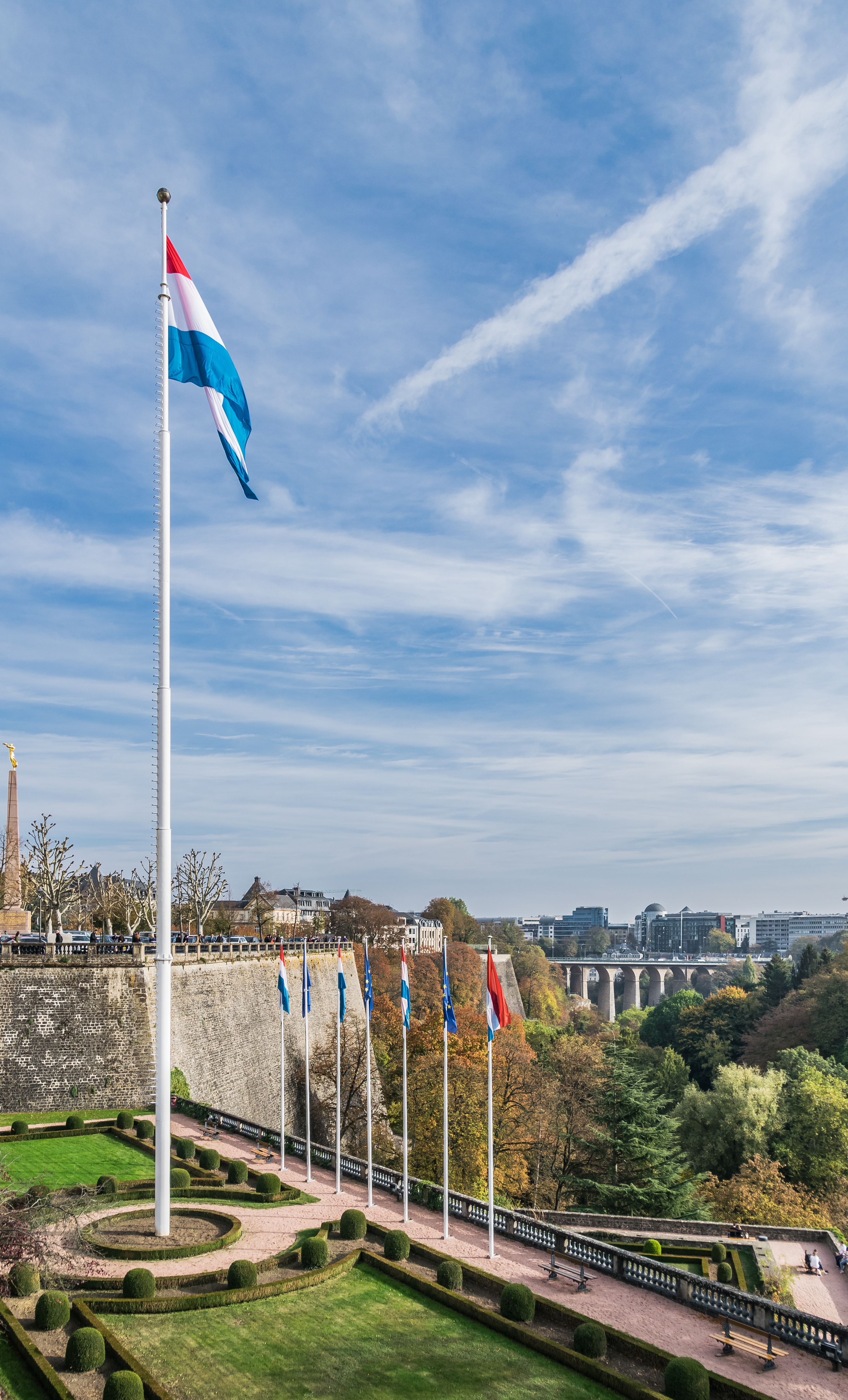
Place de la Constitution w Luksemburgu
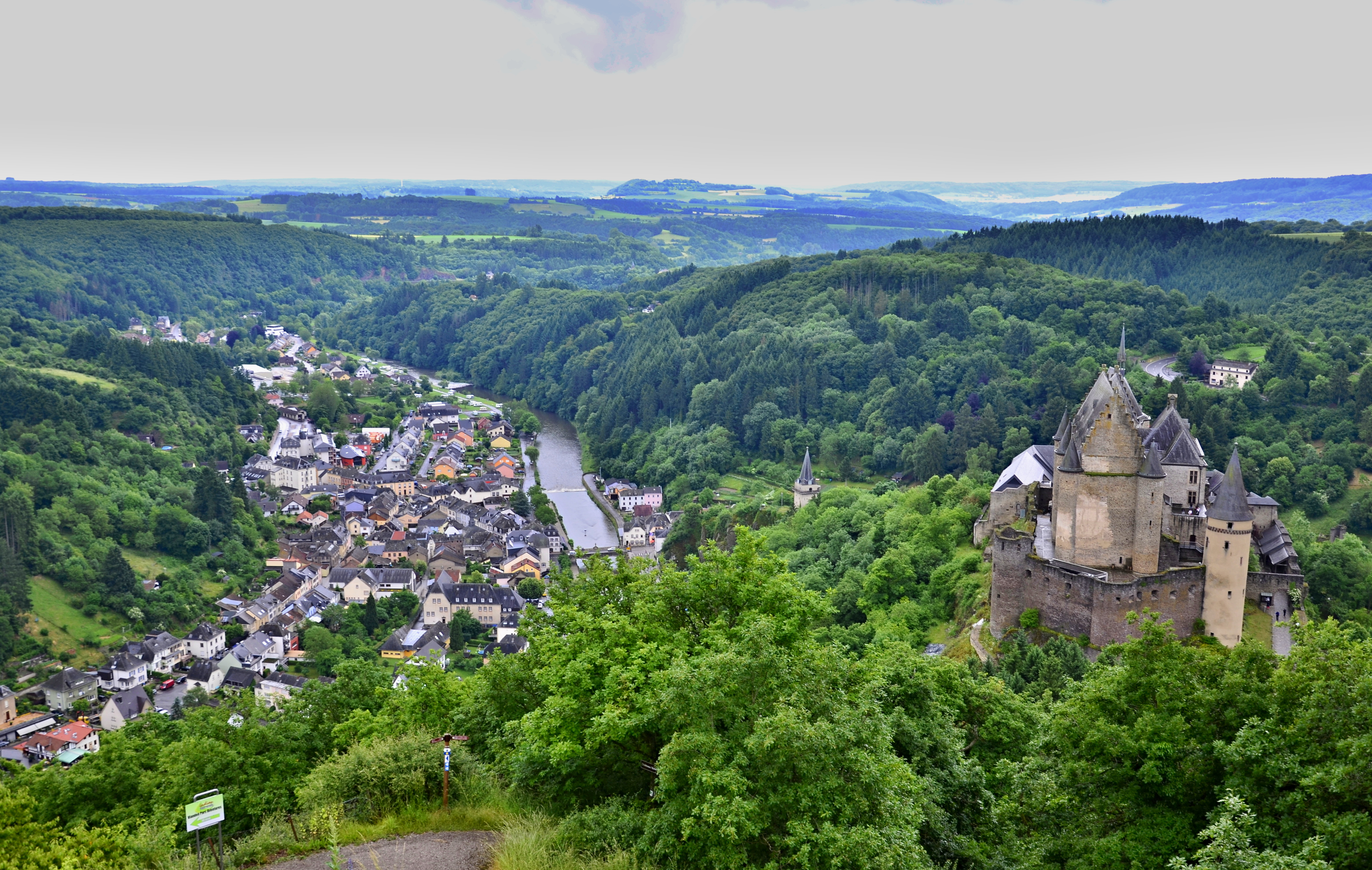
Vianden
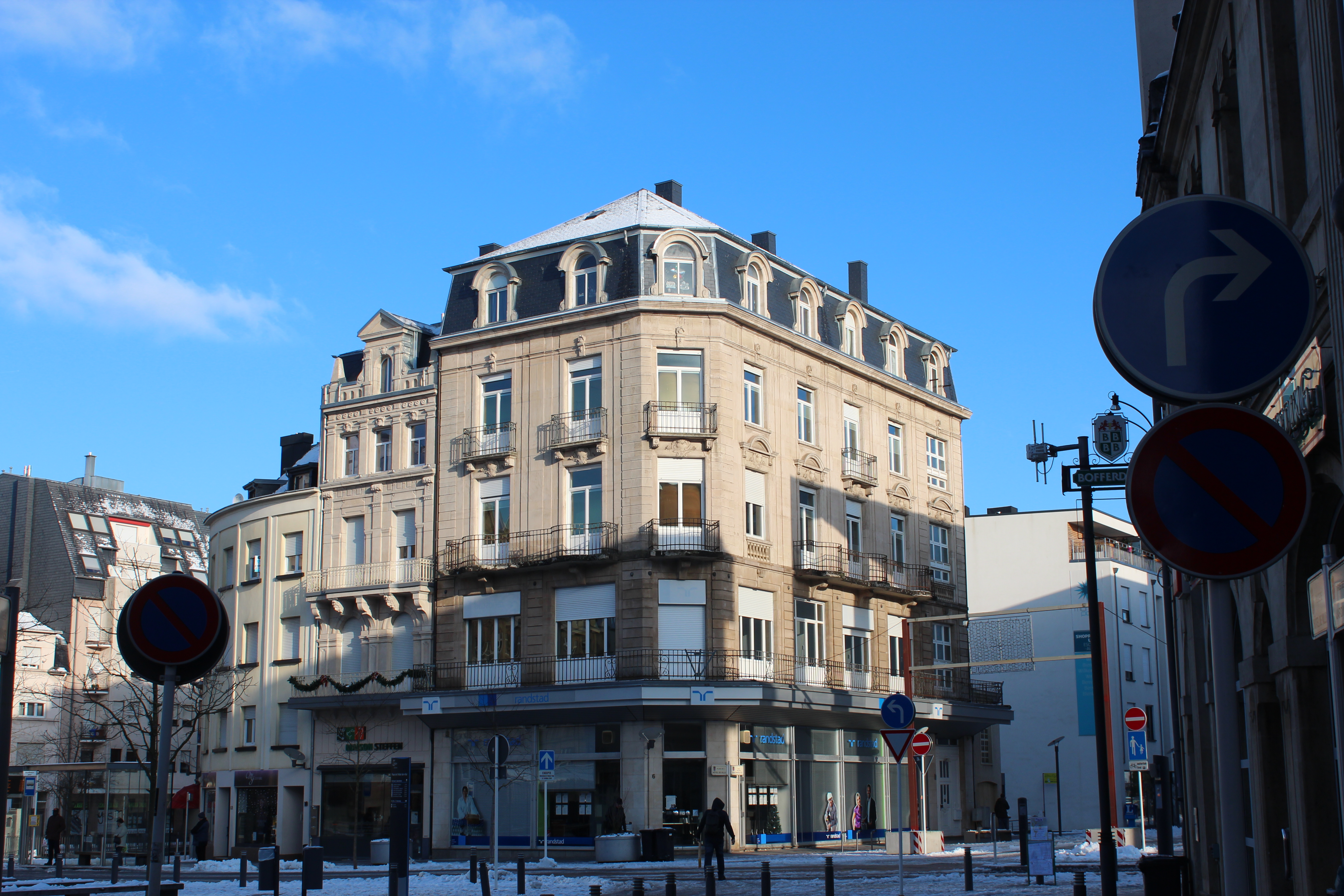
Esch-sur-Alzette
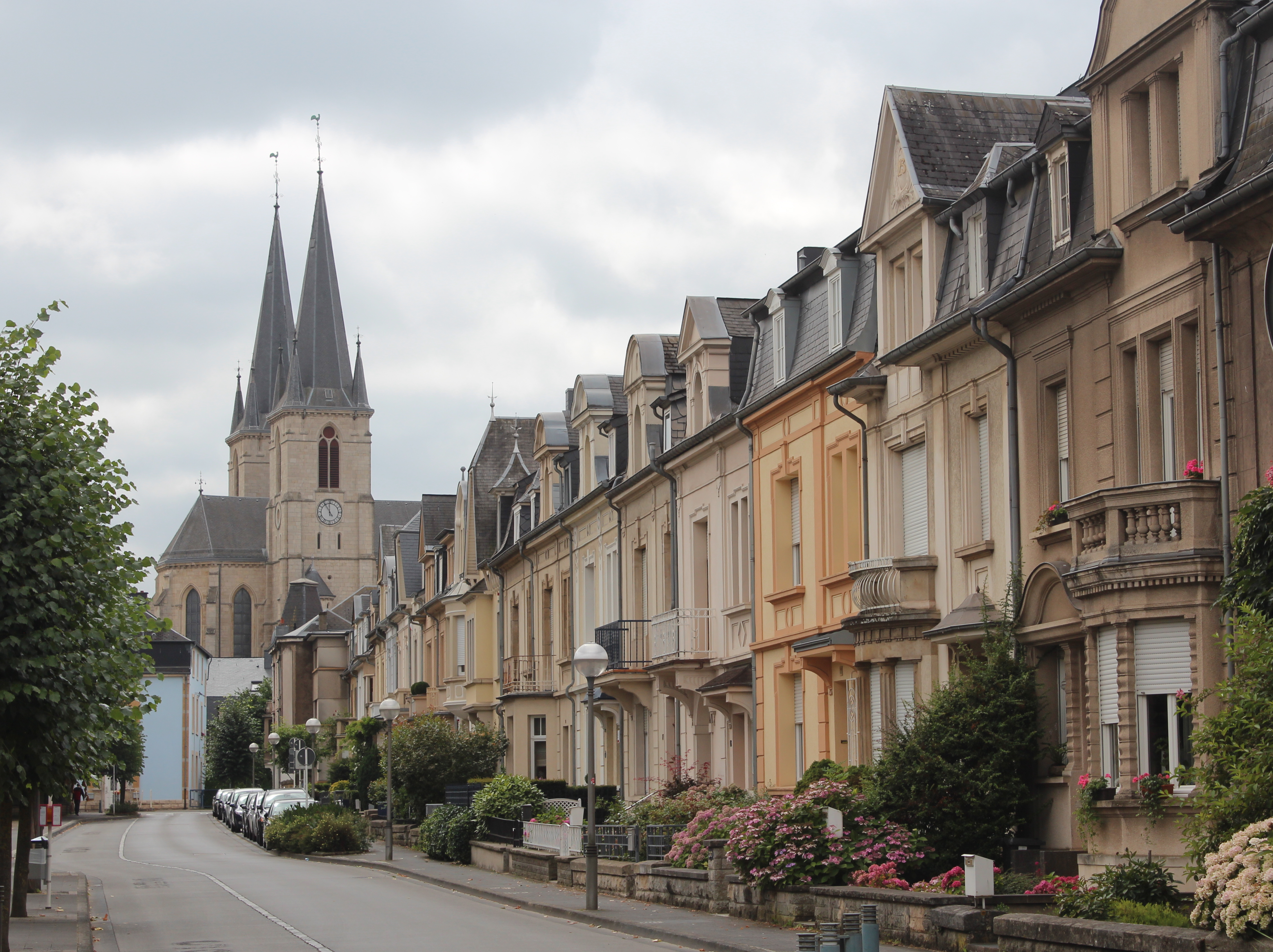
Esch-sur-Alzette
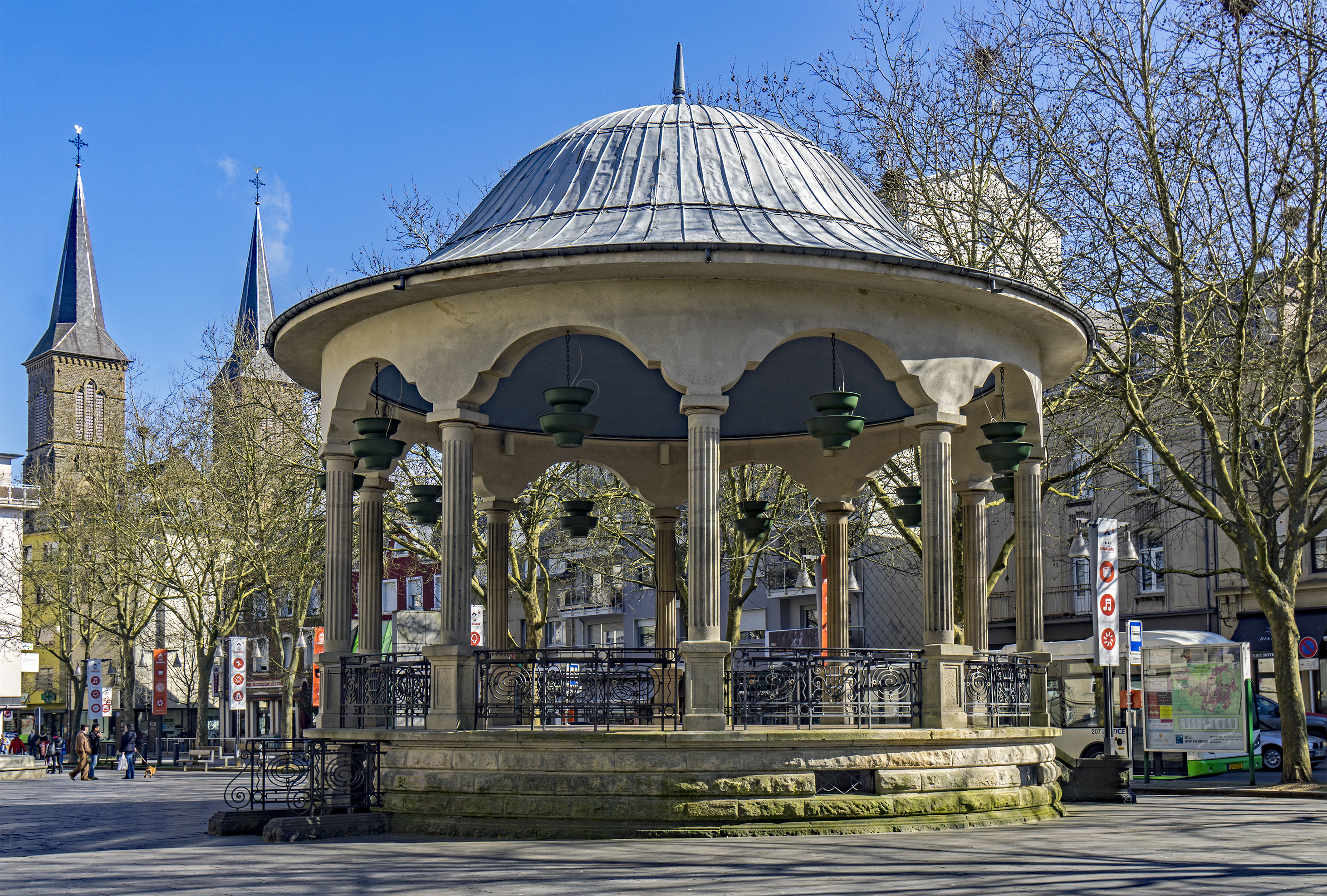
Dudelange
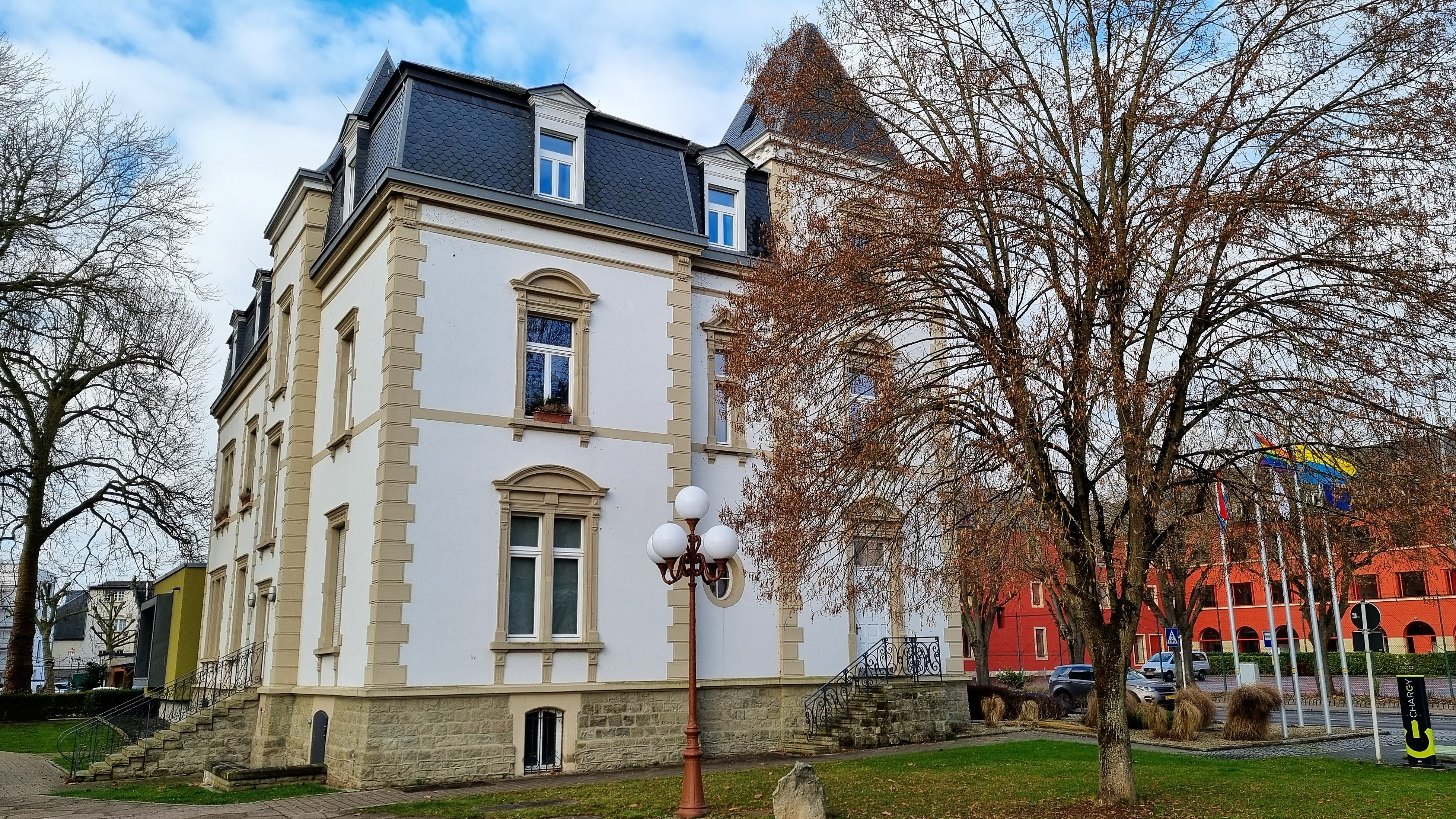
Diekirch
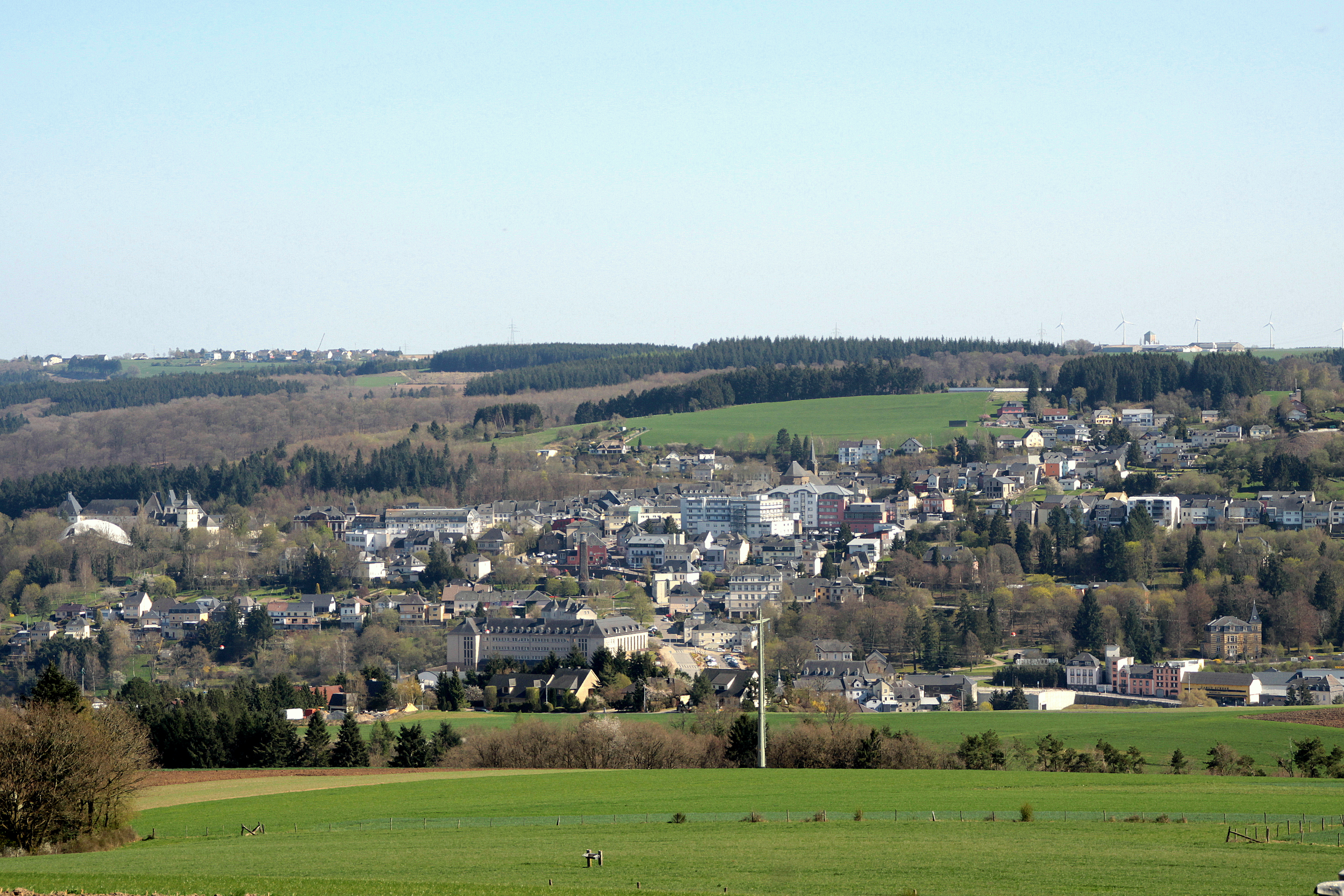
Wiltz
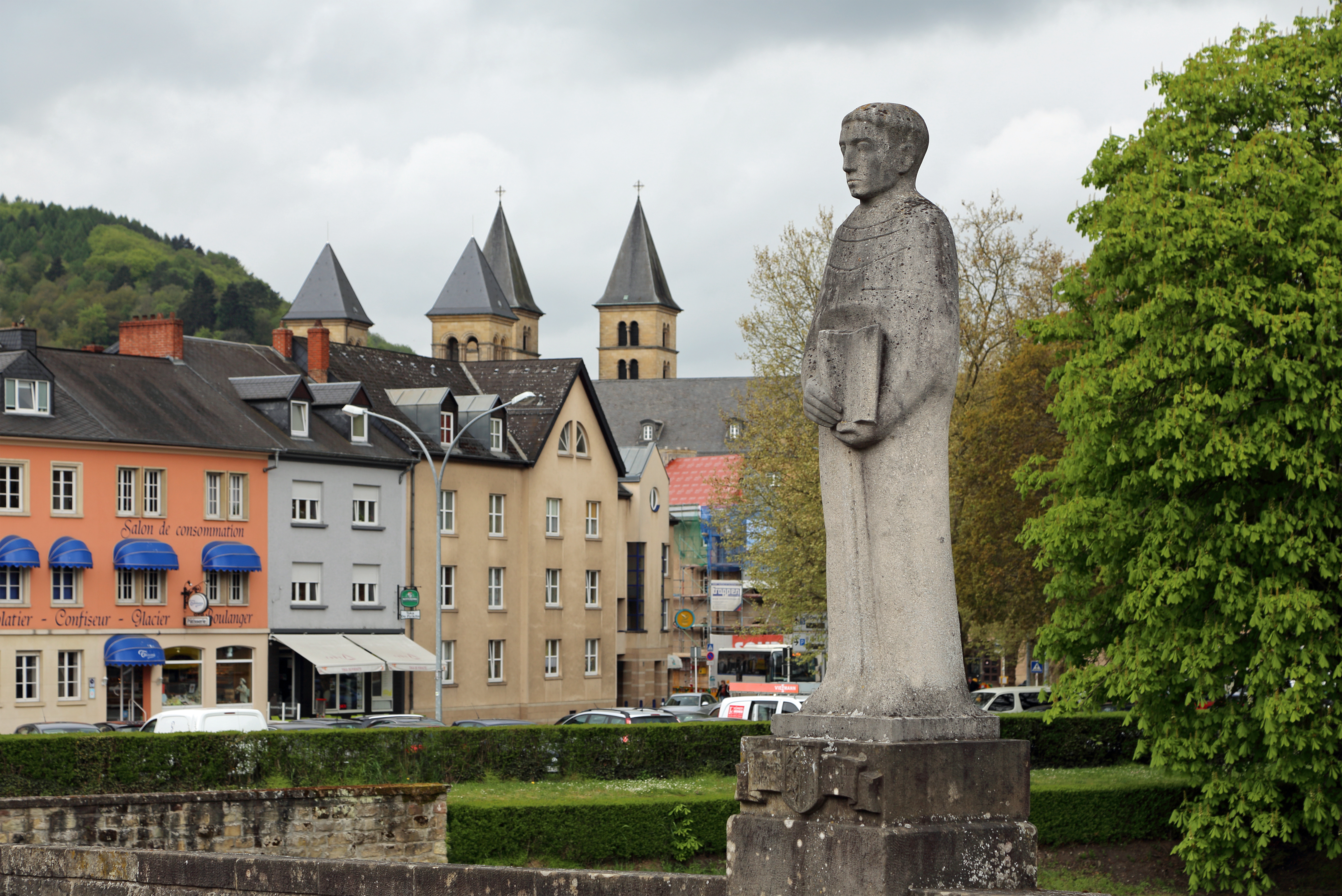
Echternach